# 綜合武術格闘術
綜合武術格闘術（そうごうぶじゅつかくとうじゅつ）とは、太平洋戦争末期の日本で本土決戦に備えて作られた徒手、武器の技術を含んだ総合格闘術。単に格闘術と呼ぶ事もある。

## 概要
太平洋戦争末期に東京体育専門学校（現在の筑波大学）の柔道科師範である塩谷宗雄によって考案された格闘術である。
日本陸軍、文部省、厚生省の支援の下、関東を中心とする軍人や教師、役所に普及されていた。塩谷の主張によると、戦争が続いていれば大日本武徳会の支援も受けて全国の軍人、国民義勇隊に広める予定であったというが、戦争が終結した為「幻の格闘術」となったという。

戦場での遭遇戦を想定して作られており、稽古、試合とも徹底的に実戦を意識したものである。柔道、空手、相撲や剣道等のエッセンスを集めた簡素な技術で成り立っており、決戦まで時間が限られていた時期に国民のレベルを早く底上げする事を主眼としている。

ベースボールマガジン社のムック「動きの達人入門２」の特集で、平直行、和田良覚の二人が実演した。

## 歴史
大東亜戦争末期、米軍が日本本土に迫ってくると、大本営は本土決戦を検討し始めた。そんな中、塩谷が学校関係者に広めていた格闘術が陸軍の目に留まり採用された。誤解されがちであるが、塩谷は学徒を戦場へ送る為に格闘術を作った訳ではなく、あくまでも本土決戦という状況で国民が身を守る為に作ったものである。後に文部省の学徒体錬要綱にも格闘術が「白兵戦技」として組み込まれた。

その後、塩谷は動員先の小田原の湯浅電池の工場で生徒達と共に生活しながら主に関東の軍や役所に出かけ訓練（格闘術では闘力練成といった）を行ったり格闘術の書籍を執筆していた。

軍では本格的に導入されており、陸軍士官学校や陸軍戸山学校で展示を行ったほか、護東部隊や第53軍、第4師団では本格的な闘力練成が行われた。第4師団の本部に錬成に行った際には、演武の最中に大阪大空襲が起き、爆弾が降り注ぐ中をなんとか生き延びたという。

戦後、塩谷は柔道の復興運動に関わった後に格闘技指導から静かに身を引き、労働者向けの体育の研究と普及に努めた。柔道では後に8段を取得している。昭和60年にその激動の生涯に幕を下ろした。弟子の中には後に北海道大学空手部の創始者である室木洋一等がいる。北大空手部の稽古には塩谷の理論が取り入れられ、他の部からも注目を集めたという。

塩谷は後年、綜合武術格闘術を「幻の格闘術」と呼んだ。この言葉には実際には使われなかったという意味だけではなく、多くの人命を奪った戦争を幻としてはならないという意味が込められている。

## 技術
歩走、手榴弾投擲、打突、体当を格闘の4要素としている。また、体育という観点から、どの技も左右対称に行うという特徴がある。
徒手格闘では当身、投げ技の両方を用いる。武器格闘は軍刀、短剣、銃剣、手榴弾を主に遣うほか、自分の職業で使うもの（鍬、シャベル等）を武器とするように奨励している。突進しながら格闘し、すれ違いざまに技を決めるように訓練する。訓練は実践の場に近い山野で行うのが良く、持久走の後に行うのが良いとされる。

技術体系は次のようになっている。
- 徒手格闘
  - 徒手格闘 - その場で、又は前進、突進して打突を行う。突蹴連合も学ぶ。適宜、仮標（巻藁のようなもの）を用いる。
  - 応用教育 - 試合形式で行う。互角訓練（防具はなし、打撃は寸止め）と防具訓練がある。
  - 試合 - 応用教育の方法に順ずる。制限時間がある。
- 武器格闘（諸手軍刀術、短剣術、銃剣術）
  - 基本訓練 - その場で、又は前進、突進して打突を行う。適宜、仮標や実際の武器を用いる。
  - 応用訓練 - 銃剣と軍刀を想定した、徒手の技術も含んだ格闘での武器の遣い方を学ぶ。空手の約束組手の要領で行う。
- 総合格闘（徒手、武器を組み合わせた格闘の訓練。防具を付けて行う。） 
  - 徒手対武器試合
  - 武器試合
  - 総合試合 - 武器、徒手が入り乱れて戦う。不期試合（円陣を組んで次々と試合を行う）の要領で行う。

試合では有効な打突、投げの他、相手を試合場から押し出す（「突き落とす」「落ちる」という事の表現である）と勝ちになる。また、持っている武器を落とすと負けになる。試合の形式（一対多数、多数対多数等）は実戦に近付ける為に適宜変更する。

※手榴弾は新聞紙などで作った軽い鞠を投げて訓練する。その他、捕虜を連行する為の引立法、捕縛法がある。